# Diana Gabaldon
Diana J. Gabaldon /ˈɡæbəldəʊn/ (Scottsdale, Arizona, 11 de enero de 1952) es una escritora estadounidense conocida por la saga de novelas Forastera (Outlander en su idioma original). En sus libros se desarrolla una trama que mezcla varios estilos como pueden ser la ficción histórica, la novela romántica, el misterio, la aventura y la fantasía.

## Sus inicios
Diana nació el 11 de enero de 1952 en el estado norteamericano de Arizona; el padre, Tony Gabaldon, de origen mexicano, cuya familia ha vivido en Nuevo México desde hace cientos de años; la madre, Jacqueline Sykes, de antepasados ingleses. Su padre Tony Gabaldon (1931–1998) fue senador al Senado de Arizona (la cámara alta de la Legislatura del Estado de Arizona, la Asamblea Legislativa de Arizona) por el Distrito 2, que en ese entonces incluía la ciudad de Flagstaff, durante dieciséis años y después supervisor del Condado de Coconino.
Diana se crio en Flagstaff (Arizona). Obtuvo una Diplomatura en Zoología en la Universidad del Norte de Arizona, 1970–1973; después cursó un máster en Biología Marina en la Universidad de California, San Diego, Scripps Institution of Oceanography, 1973–1975, y posteriormente un Doctorado en Ecología del Comportamiento de nuevo en la Universidad del Norte de Arizona, 1975–1978.

## Carrera profesional
En un primer momento, Diana entra a trabajar como profesora asistente a tiempo completo en el Centro para Estudios Ambientales de la Universidad Estatal de Arizona. En estos años, 1980 y posteriores, se centra básicamente en la investigación haciéndose experta en computación y bases de datos, y lo compagina con la docencia de anatomía y otras materias relacionadas.
En ese periodo, ella misma funda y edita la revista científica Science Software Quarterly. A mediados de los años 80, escribía análisis de software y artículos técnicos para revistas de informática, pero también dedicaba su tiempo a redactar artículos científicos populares y cómics para la compañía Disney.

### Escritora de novelas
En 1988 se aventura a escribir una primera novela para "practicar y ver en qué consiste" sin intención de hacerla pública. Como profesora investigadora que era, decide que el género de la novela histórica sería el más fácil de escribir y sobre el que recopilar información, pero es consciente de su nula formación en Historia y de la necesidad de elegir un periodo sobre el que centrarse. Por casualidad, tras ver la reposición de un capítulo de la famosa serie de ciencia ficción Doctor Who titulado "Juegos de Guerra", a Diana se le aparece la musa; uno de los acompañantes del Doctor en 1745 es un chico escocés de 17 años que se llama Jamie MacCrimmon, y este servirá de inspiración para el personaje masculino principal de las novelas, James Fraser, al igual que el periodo histórico y localización de la trama, mediados del siglo XVIII en Escocia. Para dar la contrapartida a "tanto hombre escocés con kilt" Gabaldon decide incluir a una mujer inglesa, pero el personaje femenino se hace con la historia al ir contándola en primera persona haciendo, de paso, comentarios inteligentes y de la época actual sobre todo lo que está viendo. Como consecuencia, para explicar los comportamientos y actitudes tan modernos que muestra este personaje, Diana decide introducir un viaje en el tiempo. Reconvertida a escritora en una época en la que no existe internet, realiza toda la investigación del periodo y los personajes "a la manera antigua, leyendo libros uno tras otro".
Una vez tiene avanzado el trabajo, Diana decide mostrar una parte del mismo en el foro literario CompuServe, donde el autor John E. Stith se lo presenta al agente literario Perry Knowlton. Impresionado aún con solo un fragmento, Knowlton decide representarla; la novela se llamaría Cross Stitch. El primer acuerdo al que llegaron fue para realizar una trilogía, esta primera novela y dos secuelas aún por escribir. Los editores americanos deciden cambiar posteriormente el título a Outlander para hacerlo más aventurero, pero se mantiene para el mercado inglés ya que, según la autora, a los editores ingleses les gustaba el juego de palabras. En el mercado en castellano adopta el título de Forastera.
Terminado el segundo libro, Diana dimite de su trabajo en la universidad para volcarse como escritora a tiempo completo.
La saga Outlander cuenta con siete novelas publicadas y la octava obra ya lista para continuar con la historia. Se titula Written in My Own Heart's Blood (escrito con la sangre de mi corazón, en español) y salió a la venta el 10 de junio de 2014. Diana también ha publicado la novela gráfica The Exile (An Outlander Graphic Novel) (2010). La saga Lord John es un spin-off de la saga Forastera, relatando las desventuras de un personaje secundario de la trama original.

## Vida privada
Vive en Scottsdale, Arizona junto a su marido Doug Watkins, con el que ha tenido tres hijos: Laura, Jenny, y el autor de fantasía Sam Sykes.

### SagaForastera
La Saga Forastera cuenta la historia de Claire Randall, una enfermera del siglo XX que viaja en el tiempo hasta la Escocia del siglo XVIII donde vivirá una historia de amor y aventuras junto a James Fraser. La acción transcurre en Escocia, Francia, las Indias Occidentales, Inglaterra y los Estados Unidos, y se tocan varios géneros literarios, mezclando elementos de ficción histórica, novela romántica, misterio, aventura y ciencia ficción.
1. Forastera (1991). La saga de Claire Randall, 1  (Cross Stitch en Inglaterra, Outlander en EE. UU.)
2. Atrapada en el tiempo (1992). La saga de Claire Randall, 2
3. Viajera (1994). La saga de Claire Randall, 3
4. Tambores de otoño (1997). La saga de Claire Randall, 4
5. The Outlandish Companion (1999), una guía para la serie de libros que complementa la historia con una mejor descripción de los personajes, mapas, sinopsis y demás
6. La cruz ardiente (2001). La saga de Claire Randall, 5
7. Viento y ceniza (2005). La saga de Claire Randall, 6
8. Ecos del pasado (2009). La saga de Claire Randall, 7
9. The Exile – An Outlander Graphic Novel (2010)
10. "A Leaf on the Wind of All Hallows" (2010), una corta historia dentro de la obra Songs of Love and Death
11. "The Space Between" (2012), un relato corto como parte de The Mad Scientist's Guide to World Domination[13]
12. "Virgins" (2013), otra historia corta dentro de Dangerous Women, una antología que vio la luz en diciembre de 2013[14]
13. Escrito con la sangre de mi corazón (2015). La saga de Claire Randall, 8 (A la venta el 10 de julio de 2014, en España en marzo del 2015)[15]
14. The Outlandish Companion, Vol. II (prevista)[16]
15. Cuenta a las abejas que me fui (2022) La saga de Claire Randall, 9[17]

### SagaLord John
La saga Lord John es una serie de novelas e historias cortas que se centran en Lord John Grey, un personaje secundario recurrente dentro de la serie Forastera de Diana Gabaldon. Este spin-off consta de cinco novelas cortas y tres largas, todas tienen lugar entre 1756 y 1761, durante los hechos narrados en la novela Viajera de la Saga Forastera. Se pueden definir como obras de misterio histórico, son más cortas que las novelas de la saga principal y por tanto, cubren menos parte de la trama.
- Lord John y el Club Hellfire (1998), novela corta
- Lord John y un Asunto privado (2003), novela
- Lord John y el Súcubo, novela corta publicada en Legends II, editado por Robert Silverberg
- Lord John y la Hermandad de la Espada (2007), novela
- Lord John y el Soldado Encantado (2007), novela corta publicada en Lord John y la Mano del Diablo
- Lord John y la Mano del Diablo (2007), obra recopilación de las tres novelas cortas existentes hasta la fecha
- Lord John y el Prisionero Escocés (2011), novela
- Lord John y la Plaga de Zombies (2011), novela corta publicada en Down These Strange Streets, editada por George R.R. Martin y Gardner Dozois

### Otros trabajos
- Humane Killer, historia corta escrita junto a Sam Sykes, publicada en The Dragon Book: Magical Tales from the Masters of Modern Fantasy (2009)
- Phoenix Noir (2009), colección de historias cortas junto a otros quince autores
- Naked Came the Phoenix (2001), una colaboración junto a otros doce autores
- A Trail of Fire, colección de cuatro novelas (A Leaf on the Wind of All Hallows, The Space Between, The Custom of the Army y Lord John y la Plaga de Zombies) publicada en el Reino Unido, Australia, y Nueva Zelanda en 2012.[20]

## Audiolibros
La serie de libros Forastera (Outlander) se ha lanzado en formato de audio-libro adaptado, en inglés y leído por Davina Porter, y sin adaptar leído por Geraldine James también en inglés. Muchos de los libros de la saga Lord John también se han lanzado en este formato, leídos en este caso por Jeff Woodman.

## Recepción y premios
El primer libro de Diana Gabaldon, Forastera (Outlander) ganó el premio RITA de los Romance Writers of America a la Mejor Novela Romántica de 1991.
Viento y Ceniza (2005) debutó en el número uno de la lista de best seller de The New York Times y ganó el Premio Quill en la categoría de Ciencia Ficción/Fantasía/Horror. En el año 2007, el periódico The Montreal Gazette hizo constatar que los libros de Diana Gabaldón "están a la venta en 24 países y 19 idiomas", y que "la autora sigue escribiendo un bestseller tras otro"." En 2012, las novelas se publican ya en 27 países y 24 idiomas.
Lord John y un asunto privado alcanzó el octavo puesto en la lista de los libros más vendidos de ficción del The New York Times en el año 2003. En el año 2007, Lord John y la Hermandad de la Espada se lanzó al primer puesto, y el recopilatorio La Mano del Diablo llegó al puesto #24 de la lista de Best-Sellers de Ficción del The New York Times. El prisionero Escocés debutó en el sexto puesto de la lista de los más vendidos para libros electrónicos de ficción del The New York Times en 2011, y la novela corta Una plaga de Zombies fue nominada para el Premio Edgar de Mystery Writers of America en la categoría de “Mejor Historia Corta de Misterio” ese mismo año. Analizando la saga Lord John, la revista Publishers Weekly dijo que "la prosa de Diana Gabaldon es sugerentemente elegante" y que ella "consigue transmitir una alegría a su mundo ficticio que es contagioso incluso para los lectores menos familiarizados con su obra o el periodo en que transcurre."

## Serie de televisión
En 2014 se estrenó Outlander, una serie de televisión basada en la novela Forastera de Diana Gabaldon.